# Gunde Svan
Anders Gunde Svan (* 12. Januar 1962 in Dala-Järna) ist ein ehemaliger schwedischer Skilangläufer und Automobilsport-Rennfahrer.

## Werdegang

### Skilanglauf

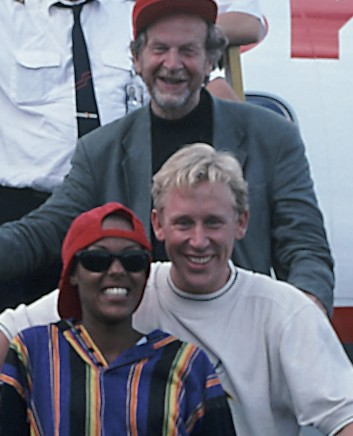
Stig Ossian Ericson, Gunde Svan und Kayo Shekoni (oben nach unten)

Svan startete für den Dala-Järna IK und gab sein internationales Debüt bei den Nordischen Junioren-Skiweltmeisterschaften 1980 in Örnsköldsvik. Dort gewann er Silber mit der Staffel. Im folgenden Jahr holte er bei den Nordischen Junioren-Skiweltmeisterschaften in Schonach Bronze über 15 km und Silber mit der Staffel. In der Saison 1981/82 gewann er bei den Nordischen Junioren-Skiweltmeisterschaften in Murau Gold mit der Staffel und nahm bei den Nordischen Skiweltmeisterschaften 1982 im norwegischen Oslo teil. Dort lief er im Einzelrennen über 15 km auf den 13. Platz. Zur Saison 1982/83 gab Svan sein Debüt im Skilanglauf-Weltcup. Bereits in seinem ersten Weltcup über 15 km in Davos lief er als Fünfter auf einen Topplatz. In Reit im Winkl folgte ein kurzer Knick mit einem schwachen 19. Platz. Doch nach diesem Ergebnis ging es für Svan stetig bergauf.
Bereits in Falun lief er als Siebenter wieder unter die besten zehn. Am 12. März lief er in Oslo als Dritter erstmals auf ein Podiumsplatz. Die beiden letzten Saisonweltcups in Anchorage und Labrador City konnte er gewinnen. In der Gesamtwertung erreichte er mit 116 Punkten den zweiten Platz. In die folgende Saison 1983/84 startete er nach einem vierten Rang in Reit im Winkl mit einem weiteren Sieg beim Weltcup in Ramsau am Dachstein. Bei den folgenden Olympischen Winterspielen 1984 in Sarajevo sicherte sich Svan als Mitglied des Schwedischen Teams die Goldmedaille über die 15-km-Distanz. Über die folgenden 30 km lief er auf den Bronzerang, bevor er die Spiele mit der Silbermedaille über 50 km abschloss. Zuvor konnte er sich gemeinsam mit Thomas Wassberg, Benny Kohlberg und Jan Ottosson auch die Goldmedaille in der Staffel sichern. Die Einzelrennen zählten auch für den Weltcup, so dass er in Sarajevo auch seinen insgesamt vierten Weltcup-Sieg feiern konnte. Auch im folgenden Rennen in Falun stand er wieder ganz oben auf dem Podest. In Lahti und Oslo lief er auf Rang drei, bevor er beim Saisonabschluss in Fairbanks einen weiteren Weltcupsieg feiern konnte. Mit den insgesamt 145 gewonnenen Punkten gewann er erstmals den Gesamtweltcup.
Auch in die folgende Saison 1984/85 startete Svan mit einem Podestplatz in Cogne. Bei den Nordischen Skiweltmeisterschaften 1985 in Seefeld in Tirol sicherte sich Svan die Titel 30 km sowie über die 50-km-Langdistanz. Im 15-km-Rennen lief er auf den fünften Rang. Mit der Staffel sicherte er sich die Bronzemedaille.
Nach den Weltmeisterschaften gewann Svan auch die Weltcups in Witoscha und Syktyvkar. Nachdem er in Lahti nur auf Rang sechs lief, gewann er auch das Rennen in Falun. Die Saison beendete er mit Rang zwei in Oslo, was für Svan den zweiten Gesamtweltcup-Sieg sichern konnte. In den Winter 1985/86 ging Svan mit drei Siegen in Labrador City, Bibawik und La Bresse. Nach einem guten zweiten Rang beim Sprint von Bohinj gewann er wenig später auch das 50-km-Rennen in Oberstdorf. Nach zwei weiteren zweiten Plätzen schloss Svan die Saison mit einem Sieg in Oslo ab und sicherte sich zum dritten Mal in Folge den Gesamtweltcup.
Nachdem Svan in die Saison 1986/87 ebenfalls mit guten Top-Podest-Platzierungen startet, lief er bei den Nordischen Skiweltmeisterschaften 1987 in Oberstdorf auf den siebenten Platz. Nach den Weltmeisterschaften startete Svan bei keinen weiteren Weltcups und kam so am Ende nur auf Rang drei der Gesamtweltcup-Wertung.
Bereits zum Start der folgenden Saison 1987/88 gelangen ihm in La Clusaz und Kastelruth zwei zweite Plätze und in Davos ein erneuter Weltcup-Sieg. Bei den folgenden Olympischen Winterspielen 1988 in Calgary gewann er über die 50-km-Distanz sowie mit der Staffel seine nächsten beiden Goldmedaillen. Über die 15 und 30 km wurde er 13. und 10. Wenige Wochen nach den Spielen sicherte sich Svan mit 106 Punkten zum vierten Mal in seiner Karriere den Weltcup-Gesamtsieg.
Mit der Saison 1988/89 gewann er den Gesamtweltcup zum fünften und letzten Mal. Dazu führten Weltcup-Siege in Bohinj, Val di Sole, zweimal Nové Město na Moravě und zweimal in Lahti. Letztere gehörten zu den Nordischen Skiweltmeisterschaften 1989. Dort gewann er die Rennen über 15 km und 50 km sowie mit der Mannschaft das Staffelrennen.
In der Saison 1989/90 reichte es für Svan nur noch zu drei Weltcup-Siegen in Moskau, im Val di Fiemme sowie in Vang und am Ende damit nur zu Rang zwei der Gesamtweltcup-Wertung. Zu Beginn der Saison 1990/91 startete Svan mit einem siebenten Platz in Davos im Dezember. Zu einem weiteren internationalen Einsatz kam er erst bei den Weltmeisterschaften 1991 im Val di Fiemme. Dort gewann er das Rennen über 30 km und sicherte sich damit nicht nur die Goldmedaille, sondern zudem auch den letzten Weltcupsieg in seiner Karriere. Zwei weitere Silbermedaillen sicherte er sich über 15 km sowie im 50-km-Distanzrennen.
Nach den Weltmeisterschaften bestritt Svan noch einen Weltcup in Lahti und landete dabei auf Rang fünf. Mit Platz acht der Gesamtweltcup-Wertung beendete er zum Saisonende seine aktive Skilanglauf-Karriere.

### Motorsport

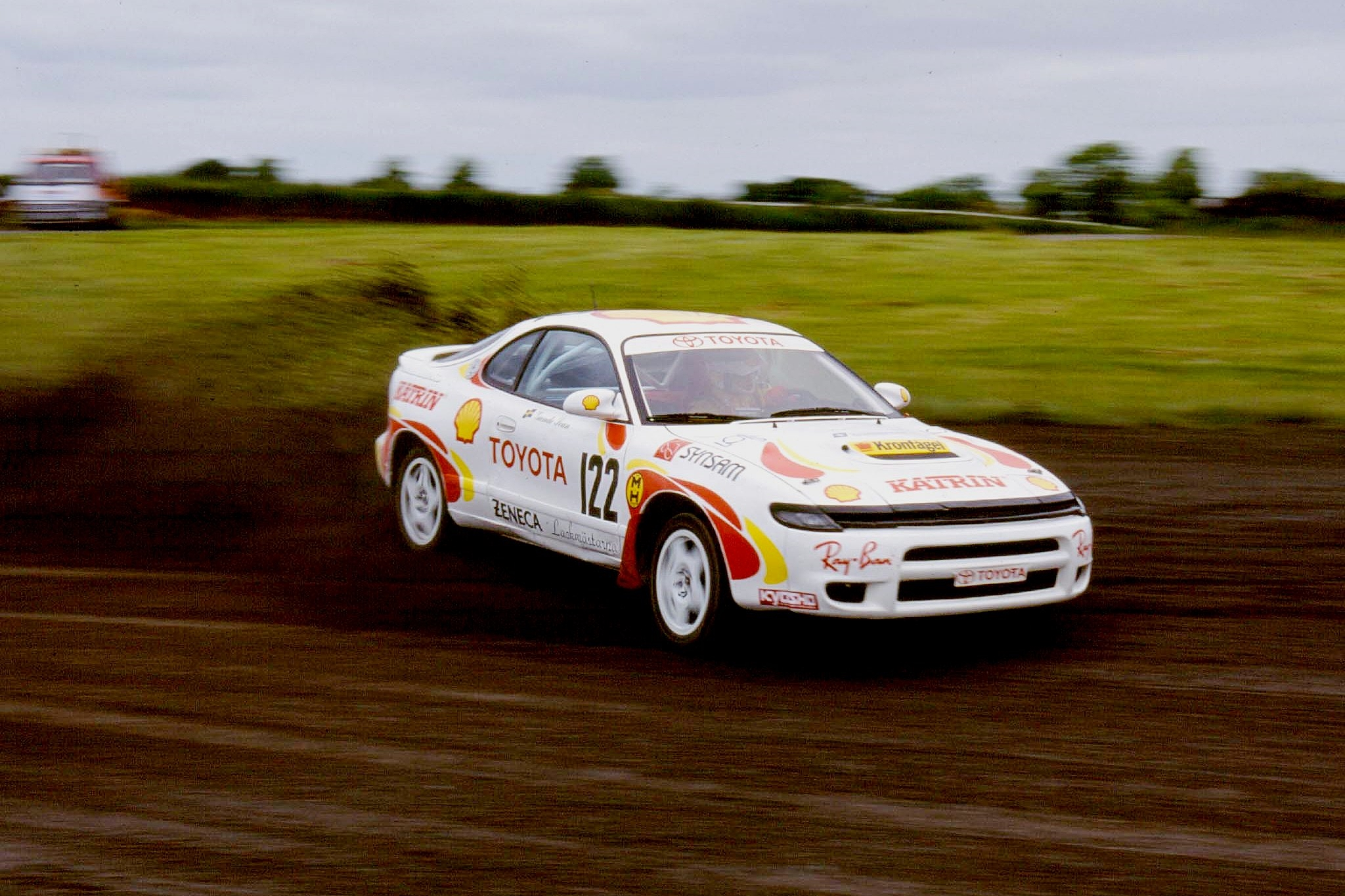
1994: Gunde Svan beim irischen Rallycross-EM-Lauf im Mondello Park

Am Ende seiner Wintersportkarriere begann sich Svan auch für den Automobilsport zu interessieren. Nach der Teilnahme an einigen nationalen Rallyes in Schweden war er Mitte der 1990er-Jahre für zwei Saisons mit Unterstützung des schwedischen Toyota-Importeurs als Rennfahrer für das Team Christer Bohlin Motorsport in der FIA-Rallycross-Europameisterschaft für Fahrer aktiv. Auf einem Toyota Celica Turbo 4WD belegte er 1994 den 5. Gesamtrang der Rallycross-EM. Auf einem Toyota Celica GT-Four sicherte er sich 1995 als Teamkollege von Rallye-Ass Ingvar Carlsson sogar den 3. Rang in der Endabrechnung der Division 1, der damaligen Kategorie für Gruppe-N-Fahrzeuge mit Allradantrieb.

### Fernsehen
Gunde Svan wird in Schweden auch gerne als Wintersport-Fernseh-Kommentator eingesetzt und ist außerdem als Moderator bei verschiedenen Unterhaltungssendungen (u. a. als „Mister Boyard“ in Fångarna på fortet [= Fort Boyard], von 1992 bis 1998) des schwedischen Fernsehens überaus populär.

## Erfolge

### Olympische Winterspiele
- Olympische Winterspiele 1984 in Sarajevo: Gold über 15 km, Gold mit der Staffel, Silber über 50 km, Bronze über 30 km
- Olympische Winterspiele 1988 in Calgary: Gold über 50 km, Gold mit der Staffel

### Nordische Skiweltmeisterschaften
- Nordische Skiweltmeisterschaften 1985 in Seefeld in Tirol: Gold über 30 km, Gold über 50 km, Bronze mit der Staffel
- Nordische Skiweltmeisterschaften 1987 in Oberstdorf: Gold mit der Staffel
- Nordische Skiweltmeisterschaften 1989 in Lahti: Gold über 15 km, Gold über 50 km, Gold mit der Staffel
- Nordische Skiweltmeisterschaften 1991 im Val di Fiemme: Gold über 30 km, Silber über 15 km, Silber über 50 km, Silber mit der Staffel

### Weltcupsiege im Einzel
| Nr. | Datum             | Ort                  | Disziplin                                |
| --- | ----------------- | -------------------- | ---------------------------------------- |
| 1.  | 19. März 1983     | Anchorage            | 15 km Individualstart                    |
| 2.  | 27. März 1983     | Labrador City        | 30 km Individualstart                    |
| 3.  | 16. Dezember 1983 | Ramsau               | 30 km Individualstart                    |
| 4.  | 13. Februar 1984  | Sarajevo             | 15 km Individualstart 1                  |
| 5.  | 25. Februar 1984  | Falun                | 30 km Individualstart                    |
| 6.  | 17. März 1984     | Fairbanks            | 15 km Individualstart                    |
| 7.  | 18. Januar 1985   | Seefeld in Tirol     | 30 km Individualstart 2                  |
| 8.  | 27. Januar 1985   | Seefeld in Tirol     | 50 km Individualstart 2                  |
| 9.  | 16. Februar 1985  | Witoscha             | 15 km Individualstart                    |
| 10. | 23. Februar 1985  | Syktywkar            | 15 km Individualstart                    |
| 11. | 9. März 1985      | Falun                | 30 km Individualstart                    |
| 12. | 8. Dezember 1985  | Labrador City        | 15 km klassisch Individualstart          |
| 13. | 14. Dezember 1985 | Bibawik              | 30 km Freistil Individualstart           |
| 14. | 11. Januar 1986   | La Bresse            | 30 km klassisch Individualstart          |
| 15. | 14. Februar 1986  | Oberstdorf           | 50 km Freistil Individualstart           |
| 16. | 14. März 1986     | Oslo                 | 50 km klassisch Individualstart          |
| 17. | 10. Dezember 1986 | Ramsau               | 15 km Freistil Individualstart           |
| 18. | 13. Dezember 1986 | Cogne                | 15 km Freistil Individualstart           |
| 19. | 19. Dezember 1987 | Davos                | 15 km klassisch Individualstart          |
| 20. | 27. Februar 1988  | Calgary              | 50 km Freistil Individualstart 3         |
| 21. | 14. Dezember 1988 | Bohinj               | 30 km Freistil Individualstart           |
| 22. | 17. Dezember 1988 | Val di Sole          | 15 km Freistil/klassisch Individualstart |
| 23. | 13. Januar 1989   | Nové Město na Moravě | 15 km Freistil Individualstart           |
| 24. | 15. Januar 1989   | Nové Město na Moravě | 30 km klassisch Individualstart          |
| 25. | 20. Februar 1989  | Lahti                | 15 km Freistil Individualstart 4         |
| 26. | 26. Februar 1989  | Lahti                | 50 km Freistil Individualstart 4         |
| 27. | 13. Januar 1990   | Moskau               | 30 km Freistil Individualstart           |
| 28. | 21. Februar 1990  | Val di Fiemme        | 15 km klassisch Individualstart          |
| 29. | 17. März 1990     | Vang                 | 50 km Freistil Individualstart           |
| 30. | 7. Februar 1991   | Val di Fiemme        | 30 km klassisch Individualstart 5        |

## Platzierungen im Weltcup

### Weltcup-Statistik
Die Tabelle zeigt die erreichten Platzierungen im Einzelnen.
- 1.–3. Platz: Anzahl der Podiumsplatzierungen
- Top 10: Anzahl der Platzierungen unter den ersten zehn
- Punkteränge: Anzahl der Platzierungen innerhalb der Punkteränge
- Starts: Anzahl gelaufener Rennen in der jeweiligen Disziplin
- Hinweis: Bei den Distanzrennen erfolgt die Einordnung gemäß FIS.

| Platzierung         | Distanzrennen a | Distanzrennen a | Distanzrennen a | Distanzrennen a | Distanzrennen a | Skiathlon Verfolgung | Sprint | Etappen- rennen b | Gesamt | Team c | Team c  |
| Platzierung         | ≤ 5 km          | ≤ 10 km         | ≤ 15 km         | ≤ 30 km         | > 30 km         | Skiathlon Verfolgung | Sprint | Etappen- rennen b | Gesamt | Sprint | Staffel |
| ------------------- | --------------- | --------------- | --------------- | --------------- | --------------- | -------------------- | ------ | ----------------- | ------ | ------ | ------- |
| 1. Platz            |                 |                 | 12              | 12              | 6               |                      |        |                   | 30     |        |         |
| 2. Platz            | 1               |                 | 7               | 1               | 2               |                      |        |                   | 11     |        |         |
| 3. Platz            |                 |                 | 2               | 1               | 2               |                      |        |                   | 5      |        |         |
| Top 10              | 1               |                 | 30              | 19              | 13              | 1                    |        |                   | 64     |        |         |
| Punkteränge         | 1               |                 | 30              | 19              | 13              | 1                    |        |                   | 64     |        |         |
| Starts              | 1               |                 | 31              | 19              | 13              | 1                    |        |                   | 65     |        |         |
| Stand: Karriereende |                 |                 |                 |                 |                 |                      |        |                   |        |        |         |

### Weltcup-Gesamtplatzierungen
| Saison  | Platz | Punkte |
| ------- | ----- | ------ |
| 1981/82 | 57.   | 8      |
| 1982/83 | 2.    | 116    |
| 1983/84 | 1.    | 145    |
| 1984/85 | 1.    | 152    |
| 1985/86 | 1.    | 145    |
| 1986/87 | 3.    | 83     |
| 1987/88 | 1.    | 109    |
| 1988/89 | 1.    | 170    |
| 1989/90 | 2.    | 144    |
| 1990/91 | 8.    | 65     |

## Auszeichnungen
1984 wurde er mit der Svenska-Dagbladet-Goldmedaille geehrt, 1985 mit der Holmenkollen-Medaille. Sowohl 1984 als auch 1985 gewann Gunde Svan den Radiosportens Jerringpris.

## Privates
Gunde Svan ist verheiratet mit der ehemaligen schwedischen Skilangläuferin Karin Marie Svan (geb. Johansson) und hat zusammen mit ihr eine Tochter und einen Sohn. Die Tochter, Julia Svan, ist ebenfalls eine erfolgreiche Skilangläuferin. Der Sohn, Ferry Svan, wurde 2017 Rookie Weltmeister in der Stihl Timbersports Series. Er hält seit 2023 den Europarekord in der Disziplin Hot Saw.